# Tjavusy
Tjavusy (vitryska: Чавусы) är en stad i Belarus.   Den ligger i voblasten Mahiljoŭs voblast, i den östra delen av landet, 220 km öster om huvudstaden Mіnsk. Tjavusy ligger 176 meter över havet och antalet invånare är 10 525.

## Natur och klimat
Terrängen runt Tjavusy är platt. Runt Tjavusy är det glesbefolkat, med 16 invånare per kvadratkilometer.. Tjavusy är det största samhället i trakten. 
Omgivningarna runt Tjavusy är en mosaik av jordbruksmark och naturlig växtlighet.  Trakten ingår i den hemiboreala klimatzonen. Årsmedeltemperaturen i trakten är 4 °C. Den varmaste månaden är juli, då medeltemperaturen är 20 °C, och den kallaste är januari, med −14 °C.